# DN4
De DN4 (Drum Național 4 of Nationale weg 4) is een weg in Roemenië. Hij loopt van Boekarest via Popești-Leordeni en Budești naar Oltenița. De weg is 72 kilometer lang.